# Nagroda imienia Borisa Michajłowa
Nagroda imienia Borisa Michajłowa (ros. Приз имени Бориса Михайлова; wzgl. Приз «Лучшему бомбардиру» – Nagroda „Najskuteczniejszemu Zawodnikowi”) – nagroda przyznawana corocznie najskuteczniejszemu zawodnikowi w rosyjskich rozgrywkach hokeja na lodzie MHL.
Wyróżnienie nazwano imieniem i nazwiskiem hokeisty Borisa Michajłowa.

## Nagrodzeni
| Sezon     | Zawodnik            | Klub                              | Dorobek w sezonie zasadniczym                 |
| --------- | ------------------- | --------------------------------- | --------------------------------------------- |
| 2009/2010 | Ajrat Ziazow        | Rieaktor Niżniekamsk              | 83 punkty (38 goli + 45 asyst) w 52 meczach   |
| 2010/2011 | Kiriłł Połozow      | Tołpar Ufa                        | 77 punktów (32 goli + 45 asyst) w 53 meczach  |
| 2011/2012 | Artiom Gariejew     | Stalnyje Lisy Magnitogorsk        | 82 punkty (28 goli + 54 asysty) w 59 meczach  |
| 2012/2013 | Dmitrij Michajłow   | Stalnyje Lisy Magnitogorsk        | 92 punkty (32 gole + 60 asyst) w 54 meczach   |
| 2013/2014 | Aleksiej Mitrofanow | Tołpar Ufa                        | 92 punkty (40 goli + 52 asysty) w 55 meczach  |
| 2014/2015 | Iwan Łariczew       | SKA-1946 Sankt Petersburg         | 66 punktów (32 gole + 34 asysty) w 53 meczach |
| 2015/2016 | Rafael Bikmullin    | Rieaktor Niżniekamsk              | 67 punktów (34 gole + 33 asysty) w 44 meczach |
| 2016/2017 | Artiom Manukian     | Omskie Jastrieby                  | 105 punktów (39 goli + 66 asyst) w 60 meczach |
| 2017/2018 | Anton Ruban         | Kuznieckie Miedwiedi Nowokuźnieck | 80 punktów (35 goli + 45 asyst) w 59 meczach  |